# Великолепните Амбърсън
Великолепните Амбърсън e американски филм от 1942, втория продуциран и режисиран от Орсън Уелс. Филма адаптира романа на Буут Таркингтън от 1918, която печели наградата пулицър.
Уелс губи правата върху монтажа и финалната версия на РКО значително се различава от неговата. Студиото значително намалява продължителността на филма и отрязва над 60 минути. Въпреки че подробните указанията на Уелс за това как да бъде монтиран филма оцеляват, отрязаните кадри са унищожени. Композиторът, Бернард Хърман настоява името му да не бъде споменавано в надписите след като студиото прави промени и в музиката.
Въпреки споровете при монтажа, Великолепните Амбърсън често е поставян сред най-добрите филми на всички времена. Филма получава четири номинации за Оскар, включително за най-добър филм и е добавен в националния филмов регистър към библиотеката на Конгреса през 1991 г.